# 安东尼奥·伦扎
安东尼奥·伦扎（義大利語：Antonio Lenza，1939年10月11日—），意大利男子曲棍球运动员。他曾代表意大利国家队参加1960年夏季奥林匹克运动会曲棍球比赛，获得第十三名。